# Вината в нашите звезди (филм)
„Вината в нашите звезди“ (на английски: The Fault in Our Stars) е американски романтичен драматичен филм от 2014 г., по едноименния роман на Джон Грийн. Главните роли във филма са изиграни от Шейлийн Удли и Ансел Елгорт.

## Сюжет
Шейлийн е в ролята на 16-годишната Хейзъл Грейс боледуваща от рак на щитовидната жлеза, разпростряла се в белите ѝ дробове. Тя е принудена от родителите си да посещава група за взаимопомощ за раковоболни. Там тя се среща Огъстъс Уотърс, който е в ремисия от 14 месеца и който я зяпа по време на цялата среща на групата. След това той я кани у тях и си разменят книги - тя му дава любимата си „Всевластна скръб“, а той - книга по любимата си видеоигра. След като той прочита книгата, която свиршва по средата на изречението, Гас пише имейл на автора - Питър ван Хутен, който ги кани в Амстердам, за да им разкаже как свършва книгата. Те отиват, като Гас използва желанието си от фондация „Джини“(американска неправителствена организация, която изпълнява желанията на раковоболни деца), след като Хейзъл е използвала своето толкова банално - за да отиде в  Дисниленд. Когато отиват в къщата на ван Хутен обаче, той е пиян и се държи като пълен задник. След това, Гас споделя с Хейзъл, че има разсейки на ракови клетки из цялото тяло и месец по-късно умира.

## Актьорски състав
- Шейлийн Удли в ролята на Хейзъл Грейс Ланкастър.
- Ансел Елгорт в ролята на Огъстъс Уотърс.
- Нат Уолф в ролята на Исак, най-добрият приятел на Огъстъс.
- Лора Дърн в ролята на Франи Ланкастър, майката на Хейзъл.
- Сам Трамел в ролята на Майкъл Ланкастър, бащата на Хейзъл.
- Уилям Дефо в ролята на Петър Ван Хоутен.

## Продукция

### Кастинг
На 19 март 2013 г. е съобщено, че Шейлийн Удли (която по това време участва в снимките на Дивергенти) ще играе ролята на Хейзъл Грейс Ланкастър. Режисьорът Джош Буун казва – „Обмисляхме до 150 актриси за ролята и видяхме около 50 от тях. До 10 – 15 секунди от началото на прослушване за ролята с Шейлийн, разбрах че тя е Хейзъл.“. За ролята на Огъстъс кандидатстват няколко актьора, включително Нат Уолф, Ник Робинсън, Ансел Елгорт и Брентън Туейтс. На 10 май 2013 г. е съобщено, че Ансел Елгорт получава ролята на Огъстъс Уотърс. На 23 юли Нат Уолф получава ролята на Исак.

### Предварителна продукция
На 31 януари 2012 г. е обявено, че 20th Century Fox са заявили, че ще направят филм по романа „Вината в нашите звезди“ на Джон Грийн.
Уик Годфри и Марти Боуен са избрани за продуценти заедно с компанията „Temple Hill Entertainment“. Режисьорът Стефан Чбоски отказва да режисира филма, защото е твърде подобен на „Предимствата да бъдеш аутсайдер“, на който той е режисьор. На 19 февруари 2013 г. Джош Буун е назначен за режисьор.

### Снимки
Снимките започват на 26 август 2013 в Питсбърг, Пенсилвания. Сцената в църквата е снимана в епископална църква „Св. Павел“ в района на Питсбърг. Снимките в Пенсилвания продължават до 10 октомври, а след това продукцията се премести в Амстердам, където снимките започват на 14 октомври и приключват на 16 октомври 2013 г.
По време на трите дена от снимките в Амстердам, Шейлийн и Ансел имат сцени заснети на обществена пейка в близост на канал. На 2 юни е докладвано, че пейката липсва и властите в града не знаят къде е. Говорителят на града Стефан ван дер Хук обещава да сложат нова пейка до няколко седмици. Седмица по-късно Амстердамския филмов офис публикува снимка по време на слагането на новата пейка, а филмовия комисар Саймън Брестер казва, че е същата пейка.

## Отзиви

### Кино
„Вината в нашите звезди“ получава 124.9 млн. долара приход от Северна Америка и 182,3 млн. в други държави, което прави 307,2 млн. в световен мащаб срещу бюджет на продукцията 12 млн.
В Северна Америка филма получава по-голяма печалба от събитието „Нощта преди нашите звезди“ (The Night Before Our Stars), където билетите струват до 25 долара. Събитието включва прожекция на филма и възможност за задаване на въпроси към екипа на филма, включително Шейлийн, Ансел, Нат и Джон Грийн.

### Отзиви от критици
„Вината в нашите звезди" събира положителни отзиви. В „Rotten Tomatoes“ филмът получава рейтинг от 80% въз основа на 218 отзива. Критиците го описват като „Мъдър, забавен и сърцераздирателен“. В сайта „Metacritic“ получава 69 от 100, въз основа на 45 критици. Публиката от „CinemaScore“ оценява филма с „А“ по скалата от А+ до F.